# Klotiazepam
Klotiazepam (łac. clotiazepamum) – organiczny związek chemiczny, pochodna tienodiazepiny. Stosowany jako lek z grupy benzodiazepin; ma działanie przeciwlękowe (anksjolityczne), przeciwdrgawkowe i uspokajające. Wykazano również znaczący wpływ na wydłużenie fazy NREM snu.

## Budowa
Cząsteczka klotiazepamu różni się od innych benzodiazepin tym, że pierścień diazepinonu jest w nim skondensowany z aromatycznym, heterocyklicznym układem tiofenu w miejsce pierścienia benzenowego.

## Mechanizm działania
Klotiazepam łączy się z receptorem benzodiazepinowym (BDZ), który jest zlokalizowany głównie w korze mózgowej, a także w jądrze migdałowatym, hipokampie, podwzgórzu, móżdżku, prążkowiu i rdzeniu kręgowym. Działanie anksjolityczne benzodiazepin dotyczy wpływu na układ limbiczny i korę mózgową. Receptor benzodiazepinowy jest ściśle związany z receptorem GABA-ergicznym – GABAA. Pobudzenie receptora benzodiazepinowego powoduje nasilenie reakcji, w których udział bierze przekaźnik hamujący – kwas gamma-aminomasłowy. Następuje otwarcie sprzężonych z receptorem GABAA kanałów chlorkowych, napływ jonów chlorkowych do wnętrza neuronu i hiperpolaryzacja błony komórkowej. W efekcie aktywność komórek nerwowych zostaje zahamowana, poziom lęku obniża się.

## Farmakokinetyka
Okres półtrwania wynosi od 3 do 15 godzin. Lek jest metabolizowany w wątrobie i wydalany wraz z moczem.

## Wskazania
Leczenie stanów lękowych i niepokoju.

## Postacie handlowe
- Trecalmo
- Veratran (SHIRE)